# Dialium angolense
Dialium angolense är en ärtväxtart som beskrevs av Daniel Oliver. Dialium angolense ingår i släktet Dialium och familjen ärtväxter. Inga underarter finns listade i Catalogue of Life.